# 1000-km-Rennen von Brands Hatch 1971

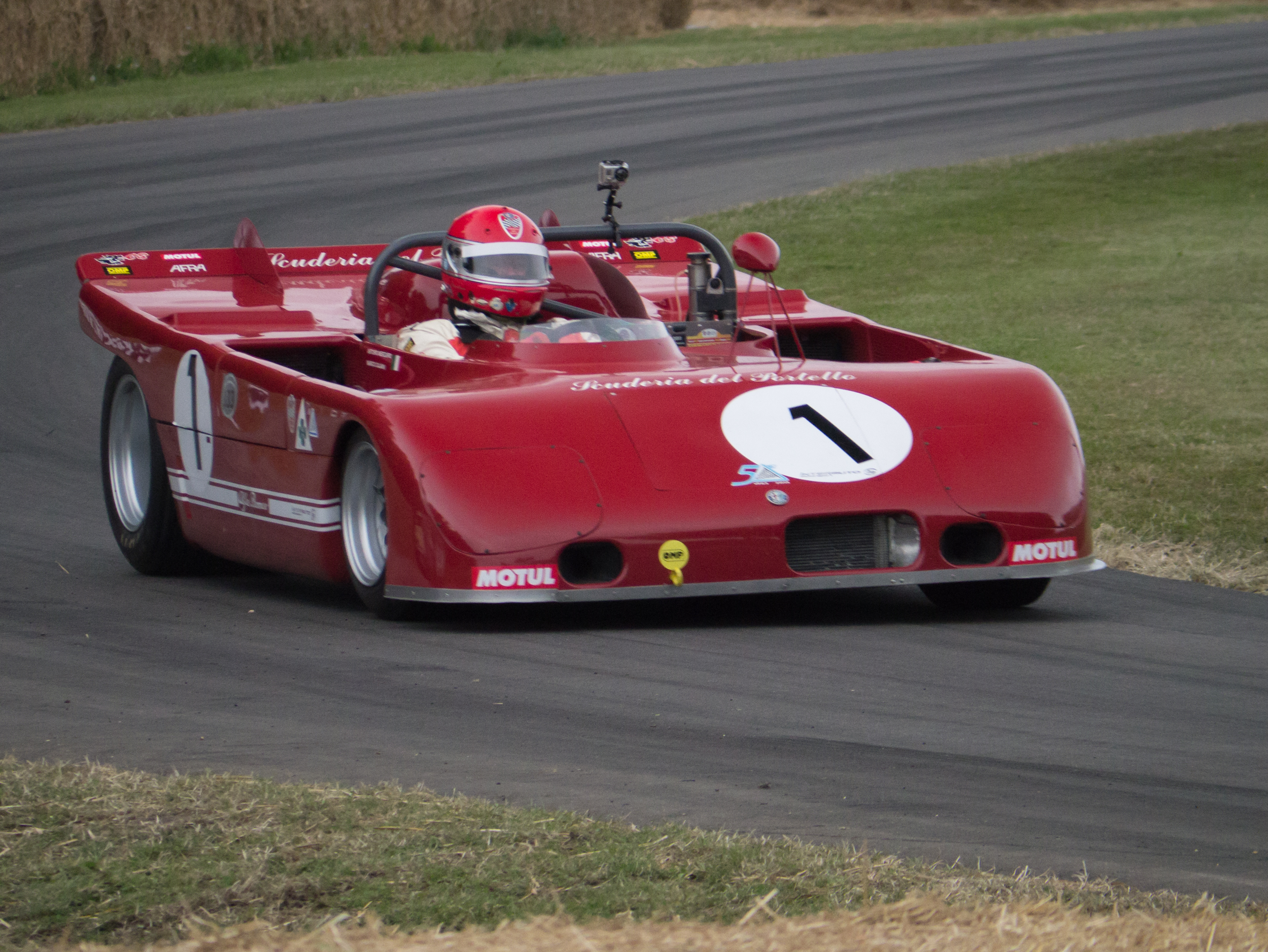
Alfa Romeo T33/3-71

Das 1000-km-Rennen von Brands Hatch 1971, auch BOAC 1000 Kilometres World Championship Sports Car Race, Brands Hatch, fand am 4. April in Brands Hatch statt und war der vierte Wertungslauf der Sportwagen-Weltmeisterschaft dieses Jahres.

## Vor dem Rennen
Das Rennen in Brands Hatch war 1971 der vierte Wertungslauf der Meisterschaft. Die Saison begann im Januar mit dem 1000-km-Rennen von Buenos Aires auf dem Autódromo Municipal de Buenos Aires. Während des Rennens verunglückte Ignazio Giunti im Ferrari 312PB tödlich, nachdem er mit dem von Jean-Pierre Beltoise geschobenen Matra MS660 kollidiert war. Gesamtsieger waren Jo Siffert und Derek Bell im Porsche 917K.
Es folgten die beiden Frühjahrsrennen in den Vereinigten Staaten. Das 24-Stunden-Rennen von Daytona gewannen Pedro Rodríguez und Jackie Oliver im Porsche 917K und beim 12-Stunden-Rennen von Sebring blieben Vic Elford und Gérard Larrousse (ebenfalls im Porsche 917K) siegreich.

## Das Rennen
Auch zum Rennen in Brands Hatch reiste das Team von John Wyer mit zwei Porsche 917K und den Stammbesatzungen Jo Siffert/Derek Bell und Pedro Rodríguez/Jackie Oliver an. Zwei weitere 917K meldete Hans-Dieter Dechent für sein Martini Rossi Racing Team. Neben Gijs van Lennep, Gérard Larrousse und Vic Elford gehörte auch Brian Redman zur Fahrermannschaft. Redman war nach dem Ablauf der Saison 1970 überraschend zurückgetreten und gab nach nur drei Monaten als Verkaufsleiter von Volkswagen in Südafrika ein Comeback als Fahrer. Ferrari meldete einen 312PB für Jacky Ickx und Clay Regazzoni und Autodelta zwei Alfa Romeo T33/3-71 für Henri Pescarolo/Andrea de Adamich sowie Rolf Stommelen/Toine Hezemans.
Für Alfa Romeo endete das 1000-km-Rennen mit einem unerwarteten Erfolg. Seit sich der italienische Hersteller Ende 1951 nach dem Sieg von Juan Manuel Fangio beim Großen Preis von Spanien aus der Formel 1 zurückgezogen hatte, gab es bis Brands Hatch keinen nennenswerten Sieg mehr. Begünstigt wurde der Erfolg durch technische Probleme der Konkurrenz. Als Henri Pescarolo nach einer Fahrzeit von 6:24:32,200 Stunden als Erster abgewinkt wurde, hatten er und Teamkollege de Adamich einen Vorsprung von drei Runden auf den Ferrari von Ickx und Regazzoni. Dritte wurden Siffert und Bell im Porsche 917K. Siffert hatte nach einem Boxenstopp ein schlecht montiertes Rad verloren und beim folgenden Stopp sieben Runden eingebüßt. Eine Runde konnte das Duo bis zum Rennende wieder aufholen. Rolf Stommelen und Toine Hezemans hatten bereits eine Runde Vorsprung auf die Alfa-Romeo-Teamkollegen, als deren T33/3-71 in der 183 Runde mit einem Motorschaden ausrollte.

## Ergebnisse

### Schlussklassement
| 1               | P 3.0 | 54 | Autodelta S.p.A.                    | Andrea de Adamich Henri Pescarolo | Alfa Romeo T33/3-71 | 235 |
| 2               | P 3.0 | 51 | Ferrari S.p.A. S.E.F.A.C.           | Jacky Ickx Clay Regazzoni         | Ferrari 312PB       | 232 |
| 3               | S 5.0 | 6  | J. W. Automotive Engineering        | Jo Siffert Derek Bell             | Porsche 917K        | 229 |
| 4               | S 5.0 | 1  | Herbert Müller Racing               | Herbert Müller René Herzog        | Ferrari 512M        | 228 |
| 5               | S 5.0 | 3  | Escuderia Montjuich                 | David Hobbs José Juncadella       | Ferrari 512M        | 227 |
| 6               | S 5.0 | 10 | Team Auto Usdau                     | Reinhold Joest Willi Kauhsen      | Porsche 917K        | 221 |
| 7               | P 2.0 | 74 | D. A. R. T. Racing with Castrol     | John Miles Graham Birrell         | Chevron B19         | 219 |
| 8               | P 2.0 | 69 | Filipinetti                         | Jo Bonnier Peter Westbury         | Lola T212           | 218 |
| 9               | S 5.0 | 9  | Martini Rossi Racing Team           | Gijs van Lennep Gérard Larrousse  | Porsche 917K        | 216 |
| 10              | P 3.0 | 53 | Team Auto Usdau                     | Hans-Dieter Weigel Dieter Spoerry | Porsche 908/02      | 210 |
| 11              | P 2.0 | 71 | The Paul Watson Race Organisation   | David Farnell Peter Crossley      | Lola T210           | 209 |
| 12              | S 2.0 | 24 | The Paul Watson Race Organisation   | Andrew Fletcher Willie Tuckett    | Chevron B16         | 205 |
| 13              | S 2.0 | 21 | Brian Robinson                      | Brian Robinson Barrie Maskell     | Chevron B16         | 202 |
| 14              | P 2.0 | 68 | Ecurie Evergreen                    | David Weir Mike Walton            | Lola T210           | 199 |
| 15              | S 2.0 | 22 | Red Rose Racing                     | Ken Walker John Bridges           | Chevron B16         | 185 |
| 16              | P 3.0 | 55 | Autodelta S.p.A.                    | Rolf Stommelen Toine Hezemans     | Alfa Romeo T33/3-71 | 183 |
| Ausgefallen     |       |    |                                     |                                   |                     |     |
| 17              | P 2.0 | 79 | Speed Sport Motorbooks              | Roger Heavens Mike Garton         | Chevron B16         | 114 |
| 18              | S 5.0 | 8  | Martini Rossi Racing Team           | Vic Elford Brian Redman           | Porsche 917K        | 104 |
| 19              | S 2.0 | 25 | Intertech Steering Wheels           | Trevor Twaites Peter Smith        | Chevron B16         | 90  |
| 20              | S 5.0 | 7  | J. W. Automotive Engineering        | Pedro Rodríguez Jackie Oliver     | Porsche 917K        | 79  |
| 21              | P 2.0 | 73 | Worcestershire Racing Association   | John Burton John Bamford          | Chevron B19         | 63  |
| 22              | P 2.0 | 66 | Huron Auto Racing Developments Ltd. | Shaun Jackson Roger Enever        | Huron 4A            | 57  |
| 23              | P 2.0 | 63 | Speed Sport Motobooks               | Bill McGovern Martin Ridehalgh    | Dulon LD11P         | 47  |
| 24              | P 2.0 | 77 | Martin Racing Developments          | Brian Martin Ed Swart             | Martin BM8          | 28  |
| Nicht gestartet |       |    |                                     |                                   |                     |     |
| 25              | P 2.0 | 67 | Ecurie Evergreen                    | Alain de Cadenet Francesco Ghezzi | Lola T210           | 1   |
| 26              | P 2.0 | 75 | The Paul Watson Race Organisation   | Terry Croker Richard Shardlow     | Chevron B19         | 2   |
| 27              | S 5.0 | T  | J. W. Automotive                    | Derek Bell                        | Porsche 917K        | 3   |
| 28              | S 5.0 | 4  | Mike Coombe                         | Brian Muir Guy Edwards            | Lola T70 Mk.3B GT   | 4   |
| 29              | S 5.0 | 5  | Grand Bahama Racing                 | Ray Allen Tony Trimmer Tim Stock  | Lola T70 Mk.3B GT   | 5   |

1 Unfall im Training
2 Motorschaden im Training
3 Trainingswagen
4 Motorschaden im Training
5 Vom Veranstalter zurückgewiesen

### Nur in der Meldeliste
Hier finden sich Teams, Fahrer und Fahrzeuge, die ursprünglich für das Rennen gemeldet waren, aber aus den unterschiedlichsten Gründen daran nicht teilnahmen.
| Pos. | Klasse | Nr. | Team                       | Fahrer                                   | Chassis        |
| ---- | ------ | --- | -------------------------- | ---------------------------------------- | -------------- |
| 30   | S 5.0  | 2   | Herbert Müller Racing      | Roland Kistler                           | Ferrari 512M   |
| 31   | P 3.0  | 52  | Son Auto                   | Guy Chasseuil Claude Ballot-Léna         | Porsche 908/02 |
| 32   | P 3.0  | 56  | Lenham-Hurst Racing        | Ray Calcutt Roger Hurst                  | Lenham P71     |
| 33   | P 2.0  | 61  | Tony Beeson                | Tony Beeson                              | Gropa CMC      |
| 34   | P 2.0  | 62  | Jack Wheeler               | Hugh Dibley Martin Davidson Jack Wheeler | Daren Mk.3     |
| 35   | P 2.0  | 64  | Herbert Müller Racing      | Syd Fox                                  | Huron 4A       |
| 36   | P 2.0  | 65  | Camel Filters Team Huron   | Roger Enever Clive Baker                 | Huron 4A       |
| 37   | P 2.0  | 70  | Phillips Autoradio         | Guy Edwards Mike Franey                  | Lola T212      |
| 38   | P 2.0  | 72  | Chevron Racing Team        | Chris Craft                              | Chevron B19    |
| 39   | P 2.0  | 76  | Martin Racing Developments | Peter Gaydon Edward Negus                | Martin BM8     |
| 40   | P 2.0  | 78  | Ken Appleby                | Ken Appleby                              | Costin Amigo   |

### Klassensieger
| Klasse | Fahrer            | Fahrer          | Fahrzeug            | Platzierung im Gesamtklassement |
| ------ | ----------------- | --------------- | ------------------- | ------------------------------- |
| P 3.0  | Andrea de Adamich | Henri Pescarolo | Alfa Romeo T33/3-71 | Gesamtsieg                      |
| P 2.0  | John Miles        | Graham Birrell  | Chevron B19         | Rang 7                          |
| S 5.0  | Jo Siffert        | Derek Bell      | Porsche 917K        | Rang 3                          |
| S 2.0  | Andrew Fletcher   | Willie Tuckett  | Chevron B12         | Rang 12                         |

### Renndaten
- Gemeldet: 40
- Gestartet: 24
- Gewertet: 16
- Rennklassen: 4
- Zuschauer: unbekannt
- Wetter am Renntag: kalt und dunstig
- Streckenlänge: 4,265 km
- Fahrzeit des Siegerteams: 6:24:32,200 Stunden
- Gesamtrunden des Siegerteams: 235
- Gesamtdistanz des Siegerteams: 1612,912 km
- Siegerschnitt: 156,378 km/h
- Pole Position: Clay Regazzoni – Ferrari 312PB (#51) – 1:27,400 = 175,655 km/h
- Schnellste Rennrunde: unbekannt
- Rennserie: 4. Lauf zur Sportwagen-Weltmeisterschaft 1971
- Rennserie: 2. Lauf zur Spanischen Rundstrecken-Meisterschaft 1971